# Veľký Lom
Veľký Lom je obec v okrese Veľký Krtíš v Banskobystrickém kraji na Slovensku. Leží ve východní části Krupinské planiny přibližně 20 km severně od okresního města. Žije zde 138 obyvatel.
První písemná zmínka o obci pochází z roku 1573. V obci se nachází jednolodní klasicistní evangelický kostel s představěnou věží z roku 1842.